# Michael Connolly (homme politique)
Michael Robert Davies Connolly  (né le 3 mars 1994) est un homme politique canadien. Il est depuis 2015 député de la circonscription de Calgary-Hawkwood au sein de l'Assemblée législative de l'Alberta.

## Biographie
Michael Connolly a étudié l'histoire et la science politique à l'Université d'Ottawa dans un programme d'immersion en français. 
Il est l'un des trois députés ouvertement homosexuels à siéger à l'Assemblée législative albertaine.

## Carrière politique
Étudiant à l'université d'Ottawa, Connolly a fait un stage dans le cabinet de la députée fédérale NPD Niki Ashton. 
Il est élu à l'Assemblée législative de l'Alberta lors des élections de 2015 qui portent le NPD albertain au pouvoir pour la première dans cette province. Il est alors âgé de 21 ans.
Au moment de son élection, il déclare vouloir « être la voix de la jeunesse LGBTQ au sein de la législature ».